# Kolkraft i Polen
Kolkraft i Polen är den klart dominerande källan till el. Dess dominans har dock minskat, den stor 2010 för 87 % av elen. Andelen hade 2020 minskat till 69 %. April 2025 var första månaden då kol inte stod för mer än 50 % av elförsörjningen. Bełchatów kraftverk är det största kolkraftverket i Europa. Elproduktionen från kol är ungefär 100 TWh. Produktion var relativt oförändrad fram till slutet av 2010-talet, vartefter den minskat.
Det kol som används kommer i huvudsak (93 %) från inhemska gruvor. Polen var 2020 den 10:e största utvinnaren av kol. Polen planerar att minska sin användning av kol, men den förväntas fortfarande att vara av viss betydelse 2040. Det finns en plan att fasa ut kolbrytningen till 2049.